# Zorkovac na Kupi
Zorkovac na Kupi is een plaats in de gemeente Ozalj in de Kroatische provincie Karlovac. De plaats telt 121 inwoners (2001).